# Dacznaja I
Dacznaja I (ros. Дачная I) – przystanek kolejowy w miejscowości Smoleńsk, w obwodzie smoleńskim, w Rosji. Leży na linii Smoleńsk - Witebsk.
Nazwa pochodzi od pobliskiej wsi Dacznaja-1.